# Episodi de I Tudors (terza stagione)
La terza stagione della serie televisiva I Tudors, composta da 8 episodi, è stata trasmessa sul canale statunitense via cavo Showtime dal 5 aprile al 24 maggio 2009.
In Italia, è stata trasmessa in prima visione assoluta dal 3 al 24 ottobre 2009 su Mya di Mediaset Premium. È stata trasmessa in chiaro dal 23 luglio al 13 agosto 2010 su La5. È stata replicata dal 24 agosto al 14 settembre 2012 su La 5.
| nº | Titolo                      | Prima TV USA   | Prima TV Italia |
| -- | --------------------------- | -------------- | --------------- |
| 1  | Civil Unrest                | 5 aprile 2009  | 3 ottobre 2009  |
| 2  | The Northern Uprising       | 12 aprile 2009 | 3 ottobre 2009  |
| 3  | Dissention and Punishment   | 19 aprile 2009 | 10 ottobre 2009 |
| 4  | The Death of a Queen        | 26 aprile 2009 | 10 ottobre 2009 |
| 5  | Problems in the Reformation | 3 maggio 2009  | 17 ottobre 2009 |
| 6  | Search for a New Queen      | 10 maggio 2009 | 17 ottobre 2009 |
| 7  | Protestant Anne of Cleves   | 17 maggio 2009 | 24 ottobre 2009 |
| 8  | The Undoing of Cromwell     | 24 maggio 2009 | 24 ottobre 2009 |

## Civil Unrest
- Diretto da: Ciaran Donnelly
- Scritto da: Michael Hirst

### Trama
Giorni dopo l'esecuzione di Anna Bolena, Enrico VIII si sposa per la terza volta, impalmando stavolta la timida e schiva nobildonna Jane – Jane Seymour, la nuova Regina d'Inghilterra dell'epoca – un'unione che il Re spera produrrà il tanto agognato erede maschio, in linea di successione diretta col trono d'Inghilterra. Enrico presenzia in una Corte Reale apparentemente lieta, ma, segretamente, Thomas Cromwell e Lord Rich si preoccupano dei piani che stanno facendo per una riforma religiosa dello Stato. Lady Ursula Misseldon arriva presso la nuova Regina per servire e diviene presto amante di Sir Francis Bryan. Lady Mary viene velatamente minacciata di morte tramite missiva ufficiale, a meno che non si sottometta all'autorità di suo padre firmando l'Atto di Supremazia, ma fortunatamente, sotto consiglio dell'ambasciatore spagnolo, obbedisce e firma il documento reale, sebbene con una certa riluttanza. Frattanto, un alto numero di cattolici inglesi si ribella alla dissoluzione della propria religione, alla distruzione dei monasteri ed al saccheggio degli oggetti preziosi (incluse le reliquie) al loro interno, facendo così infuriare Re Enrico.

## The Northern Uprising
- Diretto da: Ciaran Donnelly
- Scritto da: Michael Hirst

### Trama
La ribellione, ora conosciuta come il Pellegrinaggio di Grazia, inizia in modo serio presso la cittadina di York, con Enrico VIII che invia Charles Brandon ed altri cavalieri ad affrontare la rivolta. Lord Darcy si arrende ai rivoltosi presso il Castello di Pontefract, di cui era il Signore. Re Enrico, costretto a letto a causa della dolorosa ulcerazione della sua mai guarita ferita alla gamba, prende una nuova amante, Lady Ursula Misseldon, poiché è molto frustrato per la mancata gravidanza della Regina. Frattanto, la Regina Jane presenta la figlia di Enrico VIII, Lady Mary, presso la Corte Reale, nel tentativo di vederla di nuovo posta in linea alla successione del trono d'Inghilterra.

## Dissention and Punishment
- Diretto da: Ciaran Donnelly
- Scritto da: Michael Hirst

### Trama
Durante le vacanze di Natale e Capodanno, la Regina Jane e Lady Mary fanno una sorpresa a Re Enrico VIII, portando Lady Elizabeth presso la Corte Reale; in tal modo, Re Enrico, si riconcilia con sua figlia Mary. In seguito, durante una riunione con i suoi uomini di Stato, Enrico fa delle promesse di perdono e di risarcimento ai leader del Pellegrinaggio di Grazia, ma in realtà, segretamente, progetta di costringerli all'obbedienza con la forza,  per punirli della loro insurrezione. Il Re, dunque, con la scusa di sedare un'ulteriore rivolta, invia in missione Charles Brandon col fine di far uccidere tutti i leader della ribellione.

## The Death of a Queen
- Diretto da: Ciaran Donnelly
- Scritto da: Michael Hirst

### Trama
I leader dell'insurrezione del Pellegrinaggio di Grazia vengono processati sommariamente e messi a morte in modo cruento, con Brandon che rimane sconvolto dalla crudeltà e spietatezza della repressione. Egli, oltretutto, a causa della ruolo attivo avuto in tale repressione, proverà un forte rimorso per tutte le persone che ha fatto uccidere dai suoi soldati, su ordine della Corona d'Inghilterra. L'orrendo massacro ossesionerà Charles Brandon per lungo tempo, a causa delle persistenti apparizioni dei morti che ha fatto giustiziare sommariamente. Enrico, successivamente, celebra la nascita di un figlio, ma la sua gioia è di breve durata poiché, come se si fosse compiuta una Nemesi Storica, la Regina Jane Seymour muore entro pochi giorni dal parto, lasciandolo affranto ed inconsolabile.

## Problems in the Reformation
- Diretto da: Jeremy Podeswa
- Scritto da: Michael Hirst

### Trama
Re Enrico VIII, letteralmente distrutto per la perdita di Jane, rimane in isolamento volontario nelle sue stanze insieme con Will Sommers, il suo Giullare di Corte, mentre piange disperatamente per la morte della Regina, un'opportunità che i nemici della Corona d'Inghilterra colgono al volo, al fine di uccidere diversi amici di Re Enrico presso la Corte; Thomas Cromwell, a colloquio col Re, rimane turbato quando Enrico non si oppone a delle riforme che rendono la sua nuova Chiesa Anglicana molto simile alla Chiesa Cattolica. Nel frattempo, Enrico esce dalla sua depressione per la morte della Regina Jane Seymour, facendo sesso ancora una volta con l'amante, Lady Ursula Misseldon, poco prima che ella ritorni nella propria città natale.

## Search for a New Queen
- Diretto da: Jeremy Podeswa
- Scritto da: Michael Hirst

### Trama
Inizia la ricerca di una nuova Regina d'Inghilterra, che dovrà sposare Enrico in matrimonio combinato, con Thomas Cromwell che progetta di rendere sicura ed operativa la Riforma Anglicana facendo sposando Re Enrico con una moglie di confessione religiosa protestante. Tuttavia, la missione di ricerca di una nuova moglie presso diverse Corti Reali europee si rivela più difficile del previsto, visto e considerato che la reputazione coniugale del Re lo precede. Nel frattempo, le condizioni di salute di Enrico si aggravano notevolmente, sempre a causa della vecchia ferita alla gamba, che peggiora visibilmente, infettandosi ed andando in suppurazione, fatto che mette a repentaglio la vita stessa del Re.

## Protestant Anne of Cleves
- Diretto da: Jeremy Podeswa
- Scritto da: Michael Hirst

### Trama
Si profila all'orizzonte una grande guerra contro l'Inghilterra, che si troverà a dover fronteggiare Francia e Spagna, ambedue sostenute dal Papa a Roma. Re Enrico, nell'imminenza di un pericoloso conflitto e di una probabile invasione dell'isola, accetta un matrimonio di convenienza politica e religiosa (visto che, col giusto matrimonio, potrebbe ottenere il supporto militare della Lega dei paesi protestanti, formatasi in quel periodo storico) con Anna di Cleves, una semplice e poco sofisticata aristocratica tedesca, che Enrico VIII non ha mai avuto modo di incontrare.

## The Undoing of Cromwell
- Diretto da: Jeremy Podeswa
- Scritto da: Michael Hirst

### Trama
Enrico VIII, sposatosi a malincuore con una donna che non gli piace, si muove celermente per annullare il suo matrimonio senza amore con Anna di Cleves, incaricando Thomas Cromwell (lo stesso che aveva combinato il matrimonio) di portare avanti la pratica per disfare l'unione coniugale, tra l'altro mai consumata. Frattanto, Re Enrico non perde tempo e mette nel suo letto una nuova amante, la diciassettenne Catherine Howard. Poco dopo, la Principessa Maria si innamora del duca Filippo di Baviera e, nonostante le loro diverse vedute religiose, vorrebbe sposarlo, ma finisce solo per avere il cuore spezzato quando egli viene allontanato via dalla Corte. La caduta di Thomas Cromwell dal favore del Re è improvvisa e drammatica, organizzata a causa dell'invidia di diversi aritocratici a Corte, visto che Cromwell aveva raggiunto una posizione preminente al suo interno grazie alle sue capacità, nonostante le umili origini. La stagione termina con l'esecuzione per decapitazione di Thomas Cromwell, non prima di un commovente incontro con suo figlio e di un disperato discorso verso la folla.